# Auce
Auce (litauiska: Aucė) är en kommunhuvudort i Lettland. Den ligger i kommunen Auces novads, i den västra delen av landet, 90 km sydväst om huvudstaden Riga. Auce ligger 91 meter över havet och antalet invånare är 3 125.
Terrängen runt Auce är platt. Runt Auce är det glesbefolkat, med 15 invånare per kvadratkilometer. Det finns inga andra samhällen i närheten. Omgivningarna runt Auce är en mosaik av jordbruksmark och naturlig växtlighet.